# Cartelègue
Cartelègue [kaʁtəlɛɡ] ist eine französische Gemeinde mit 1.297 Einwohnern (Stand: 1. Januar 2022) im Département Gironde in der Region Nouvelle-Aquitaine (vor 2016: Aquitanien). Sie gehört zum Arrondissement Blaye und zum Kanton L’Estuaire. Die Einwohner werden Cartelèguais genannt.

## Geographie
Cartelègue liegt nahe dem Ästuar der Gironde, etwa 38 Kilometer nördlich von Bordeaux. Umgeben wird Cartelègue von den Nachbargemeinden Étauliers im Norden, Reignac im Nordosten, Campugnan im Osten und Südosten, Saint-Paul im Süden, Mazion im Südwesten und Westen sowie Eyrans im Westen und Nordwesten.

## Bevölkerungsentwicklung
| Jahr                       | 1962 | 1968 | 1975 | 1982 | 1990 | 1999 | 2006 | 2013 | 2020 |
| Einwohner                  | 826  | 747  | 687  | 1064 | 829  | 874  | 1001 | 1228 | 1254 |
| Quellen: Cassini und INSEE |      |      |      |      |      |      |      |      |      |

## Sehenswürdigkeiten
Die gotische Kirche Saint-Romain stammt aus dem 13. Jahrhundert, Umbauten wurden im 18. Jahrhundert vorgenommen. Seit 1925 steht sie unter Denkmalschutz als  Monument historique.

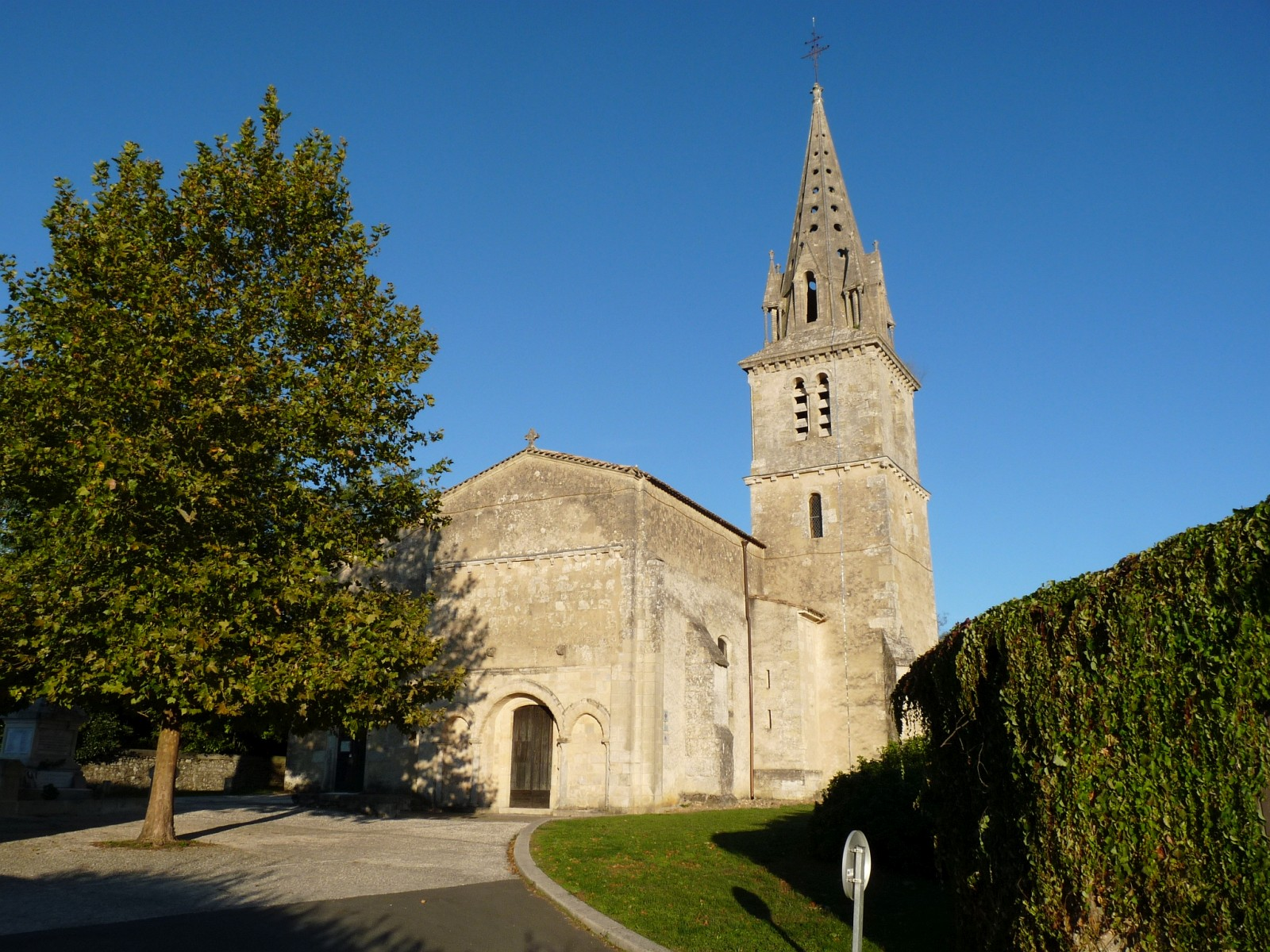
Kirche Saint-Romain
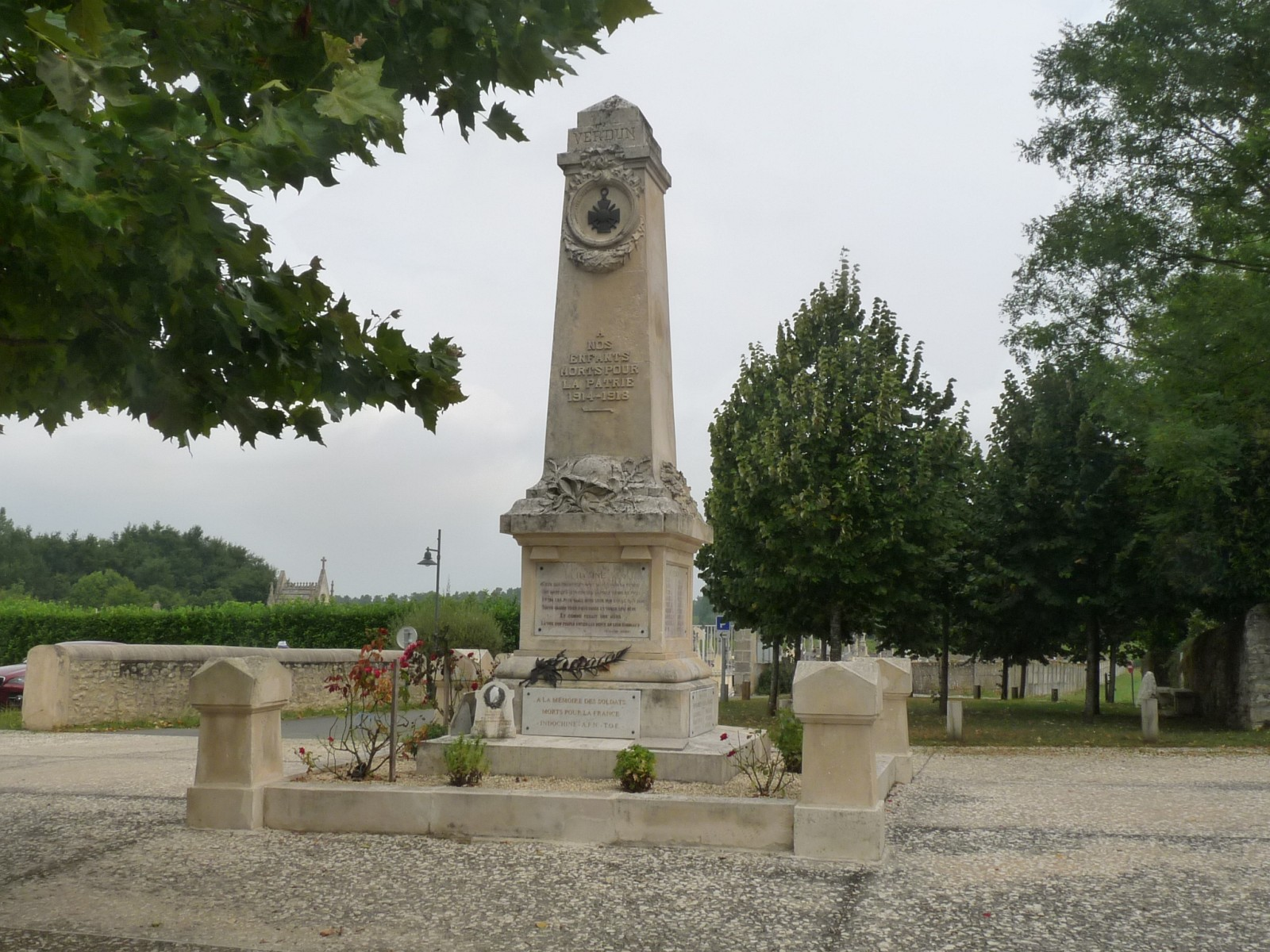
Gefallenendenkmal
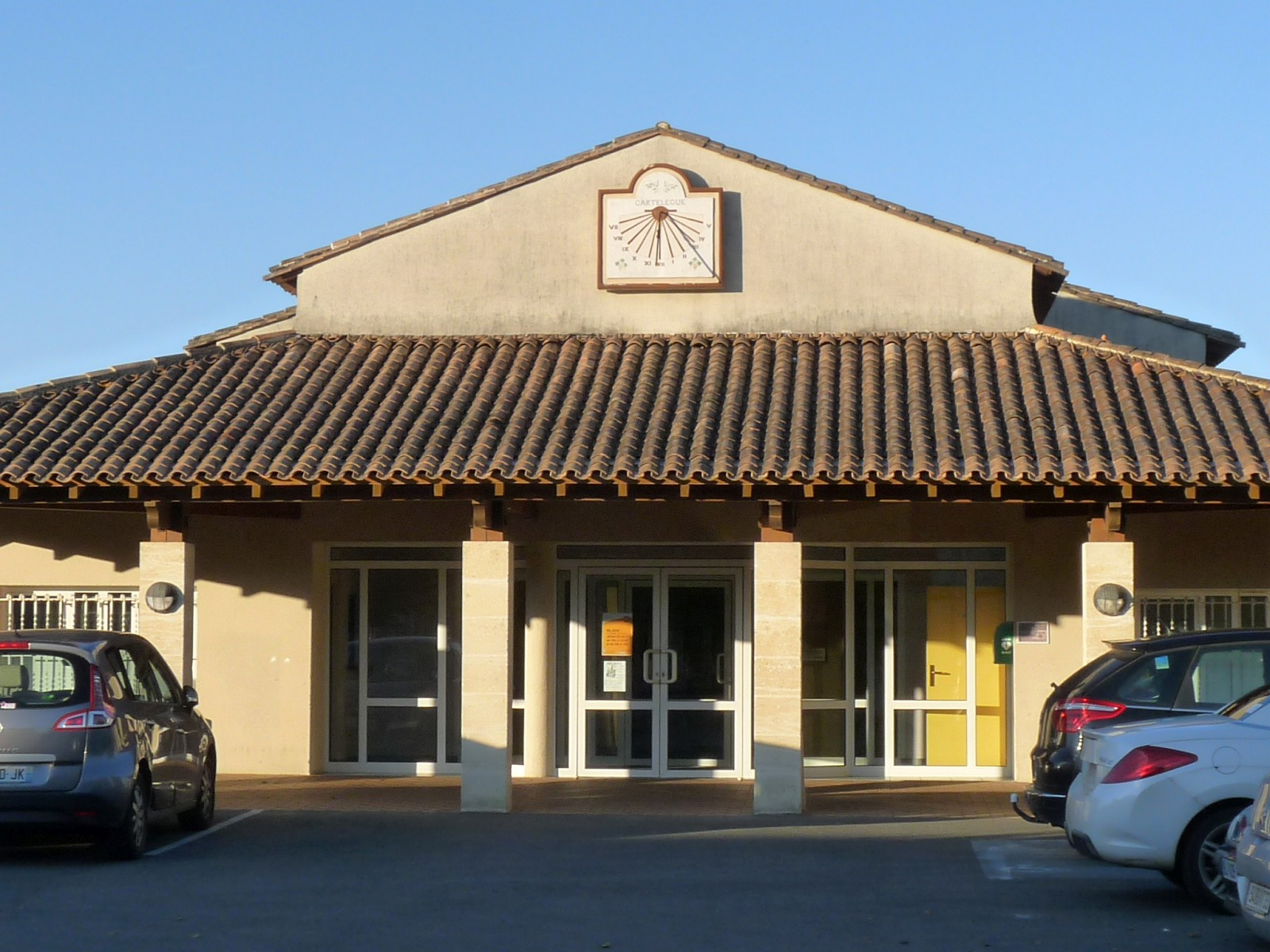
Gemeindefesthalle